# César Hercolani
César Hercolani (Forlì, 1499 - Forlì, 1534), italien : Cesare Hercolani, était un condottiere italien qui, lors de la bataille de Pavie, blessa le cheval du roi François Ier et fut ainsi en mesure de capturer ce dernier, la bataille se concluant par une cinglante et désastreuse défaite (10 000 victimes) des forces françaises.

Ce fait d'armes valut à Hercolani le surnom de vainqueur de Pavie.
Hercolani fut, des années plus tard, tué à Forlì dans son propre palais par des assassins guelfes conduits par Vincenzo Pirazzini.

## Sources
(it) « Fiche de César Hercolani », sur Condottieridiventura.it